# Sahib Shihab
Sahib Shihab (egnt.Edmond Gregory) (23. juni 1925 i Georgia – 24. oktober 1989 i Tennessee) var en amerikansk saxofonist og fløjtenist.
Shihab har spillet med Dizzy Gillespie, Roy Eldridge, Thelonius Monk, Art Blakey, Benny Golson, Kenny Dorham, Quincy Jones etc.
Han flyttede til Danmark i 1961, hvor han blev dansk gift, og stiftede familie, medens han spillede fast i Kenny Clarke/Francis Boland Big Band, og samtidig med musikere i Danmark som Niels-Henning Ørsted Pedersen, Alex Riel og Radio Jazzgruppen(nu Danmarks Radios Big Band). 
Shihab flyttede i 1973 tilbage til USA, hvor han spillede som sessionmusiker i jazz og rock musik, bl.a. med Art Farmer.